# Julius La Rosa
Julius La Rosa (New York, 2 januari 1930 – Crivitz, 12 mei 2016) was een Amerikaans zanger die zowel voor radio als televisie werkte in de jaren vijftig. Hij werd in Nederland het meest bekend om zijn nummer Eh, Cumpari!
Hij had in de Verenigde Staten hits als Anywhere I Wander (1953), Domani (1955), Suddenly There's a Valley (1955), Lipstick and Candy and Rubbersole Shoes (1956) en Torero (1958).
Als acteur was hij te zien in Let's Rock (1958) en in de serie Another World (1980).
- Library of Congress Control Number: n94119813
- MusicBrainz: 56685a4e-79dd-4133-9d81-04a6621a7f9f
- Virtual International Authority File: 53389126
- WorldCat: E39PBJj4tywKj4QkgM4YMGGbVC